# Tossal del Quer
El Tossal del Quer o Tossal de Badés és una muntanya de 1.818 metres que es troba al municipi de Cava, a la comarca de l'Alt Urgell.
Aquest cim està inclòs al llistat dels 100 cims de la FEEC